# یک بار دیگر پیش از رفتنمان
یک بار دیگر پیش از رفتنمان (ایتالیایی: Ancora una volta prima di lasciarci) یک فیلم درام اروتیک ایتالیایی به کارگردانی جولیانو بیاجتی است که در سال ۱۹۷۳ منتشر شد.

## گزیدهٔ بازیگران
- باربارا بوشه
- کورادو پانی
- فرانکو فابریتسی
- اولگا بیسرا
- آنتونیا سانتیلی
- یوجین والتر
- استلا کارناچینا